# Afganisztán javasolt világörökségi helyszínei
Afganisztán területéről eddig két helyszín került fel a világörökségi listára, négy helyszín a javaslati listán várakozik a felvételre.
| Megnevezés                     | Kép | Leírás | Típus      | Kritérium        | Év   | Link |
| ------------------------------ | --- | --- | ---------- | ---------------- | ---- | ---- |
| Herát városa                   |     | Herátot, Afganisztán nyugati részének régióközpontját i. e. 500 körül alapították. I. e. 330-ban Nagy Sándor az Akhaimenidák ellen viselt hadjárata során elfoglalta. Ezután a város fejlődésnek indult, védelmére egy citadellát emeltek. Hosszú ideig megőrizte stratégiai fontosságát, a Szeleukidák és a pártusok számára is fontos bázist jelentett. Az i. sz. 8. század végén az Abbászida kalifátus egyik nyugati bástyája lett, majd 1175-ben a Gúridák uralma alá került. A 13. században Dzsingisz kán csapatai lerombolták a várost. Következő virágkorát a 14. század végén élte, amikor egészen a 15. századig tartó nagyszabású építkezésekbe kezdtek. Az óváros legrégebbi fennmaradt épülete Nagy Sándor korából származik. A mai is látható bástyák és tornyok a 14. században épültek. A négyzetes alaprajzú városközpont északi sarkán álló citadella a 15. és a 16. században a Timuridák egyik székhelye volt. Legkiterjedtebb fennmaradt épületegyüttese, a Musalla épületkomplexum a 15. század elején épült, egy mecsetből, egy síremlékből, öt minaretből és egy romos állapotban lévő medreszéből áll. | kulturális | I, II, III, IV   | 2004 | 1927 |
| Balh városa (az ókori Baktria) |     | Balh városa, az ókori Baktria területén egy tizenegy négyzetkilométernyi helyet elfoglaló település a modern régióközponttól, Mazar i Shariftól nyugati irányban. Baktria hosszú ideig a zoroasztrizmus egyik központja volt. 7. századból származó források számos buddhista kolostorról és sztúpáról tesznek említést a területen. A 10. századtól a várost egy fal vette körül, rajta hat városkapuval. A falakon belüli központban egy citadellát és egy mecsetet emeltek. 12. századi utazók Balhot mint fontos oktatási központot írták le. 1220-ban Dzsingisz kán csapatai kifosztották a város és a lakosságok lemészárolták. Az újjáépítések után a következő támadás Timur Lenk uralkodása alatt érte. Napjainkra a városfal maradványai 10 kilométer hosszan maradtak meg. A faltól északra egy másik erődített terület található, benne figyelemre méltó romok a 2. századból, egy timurida stílusú síremlék 1460-ból és egy 17. századi medresze. A falakon kívül számos buddhista műemlék (kolostorok, sztúpák) maradványai láthatók, valamint az iszlám építészet emlékei. A városközponttól északkeletre egy karavánszeráj romjai maradtak fenn, három kilométerre délre pedig egy beomlott mennyezetű mecset található. | kulturális | I, IV, V         | 2004 | 1928 |
| Band-e Amir tórendszer         |     | Band-e Amir Afganisztán eddigi egyetlen nemzeti parkja, ami hat, egymástól természetes, mészkőből kialakult gáttal elválasztó tóból áll. A tavak megközelítőleg 3000 méteres tengerszint feletti magasságban helyezkednek el. Band-e Amir egyike azoknak a ritka tórendszereknek, ahol a tavakat mészkőgátak választják el egymástól. Az afgán hatóságok a területet már az 1960-as években nemzeti parkká szándékoztak nyilvánítani, azonban a zavaros politikai helyzet miatt erre csak 2009-ben került sor. A park az afgán turizmus egyik fontos helyszíne, évente több ezer turistát fogadnak az alacsony átlaghőmérséklet miatt főleg tavasz végén és nyáron. | természeti | VII, VIII, IX, X | 2004 | 1946 |
| Bábur kertje                   |     | Bábur kertje Kabul óvárosának központjától délkeleti irányban található. A 15 teraszból álló kelet-nyugati irányba tájolt tengely mentén elterülő kert 11,5 hektár területet foglal el. Kialakítását 1504-ben kezdték meg, amikor Záhirud-Dín Muhammad, ismertebb nevén Bábur, a Mogul Birodalom megalapítója elfoglalta a várost. Báburt érdekelte a kertépítészet, kialakításukat személyesen felügyelte. Uralkodása alatt legalább 10 kertet telepítettek a városban. A régészeti feltárások során kiderült, hogy a kert már egy korábban is hasznosított területre épült, a legkorábbi feltárt épületmaradványok az i. e. 3. századból származnak. Bábur 1530-ban halt meg az indiai Agrában, testét özvegye felügyelete mellett 1544-ben vitték Kabulba és temették el a kertben. Sírja hamarosan zarándokhellyé vált, és a Báburt övező általános tisztelet tette lehetővé, hogy a kert napjainkig fennmaradjon. A Német Régészeti Intézet 2003 és 2005 között kiterjedt ásatásokat folytatott a területen, valamint elkezdte helyreállítását a legmodernebb elvek alapján. A munkálatokat 2008-ban fejezték be. | kulturális | IV               | 2009 | 5469 |